# 维拉圣安杰洛
维拉圣安杰洛（義大利語：Villa Sant'Angelo），是意大利阿奎拉省的一个市镇。总面积5.26平方公里，人口427人，人口密度81.2人/平方公里（2009年）。ISTAT代码为066105。